# 四川辞书出版社
四川辞书出版社 (Sichuan Lexicographical Press) 是一个位于四川成都的出版社，其前身是《汉语大字典》编纂处。現在是新華文軒出版傳媒股份有限公司的子公司。《汉语大字典》也是该社（与湖北辞书出版社一起）出版的第一部书。四川辞书出版社正式成立于1985年。近来该出版社出版了一些非常受欢迎的科普图书，如《新世纪少年儿童百科全书》等。ISBN代码7-80543、7-80682。

## 外部連結
- 四川辞书出版社官方网站